# صموئيل جي. ويلكين
صموئيل جي. ويلكين هو محامي وسياسي أمريكي، ولد في 17 ديسمبر 1793، وتوفي في 11 مارس 1866. انتخب عضو مجلس النواب الأمريكي ‏.